# Ufimskij rajon
L'Ufimskij rajon (in russo Уфимский район?) è un municipal'nyj rajon della Repubblica della Baschiria, nella Russia europea.